# Château de Nadaillac-de-Rouge
Le château de Nadaillac-de-Rouge est situé sur la commune de Nadaillac-de-Rouge, dans le département du Lot, en France.

## Historique
Le château a appartenu longtemps à la famille du Pouget de Nadaillac.
Le monument fait l’objet d’une inscription au titre des monuments historiques depuis le 10 mai 1999.